# Wohnhaus Dammstraße 18 (Havelsee)
Das Wohnhaus in der Adresse Dammstraße 18 in der Stadt Havelsee, im Ortsteil Pritzerbe ist ein unter Denkmalschutz stehendes städtisches Wohngebäude.

## Bauwerk
Es handelt sich um ein Wohnhaus mit einem Stockwerk. Das Gebäude steht längs zur Dammstraße. Auffällig ist eine Fledermausgaube und ein reich verziertes Portal. Der Eingang wird über zwei kleine Stufen erreicht. Eine mehrfach profilierte Verdachung mit kleinen zierenden Konsolen wird scheinbar durch Pilaster getragen. Die Tür ist zweiflügelig mit eingesetzten Glasscheiben in der oberen Hälfte. Über den Türflügeln befindet sich ein Oberlicht. Die Türzarge ist auf den inneren Flächen mit einem profilierten Rechteckmuster beschnitzt.
Rechts des Einganges befindet sich ein großes, durch eine schmale hölzerne, geschnitzte Säule zweigeteiltes Schaufenster. Dieses hat eine etwas schlichtere Verdachung als das Portal und eine profilierte Umrandung. Links neben dem Eingang gibt es zwei Sprossenfenster, die eine gemeinsame, ähnlich der des Schaufensters gestalteten Verdachung und eine gemeinsame Fensterbank aufweisen. Ebenfalls ähnlich dem Schaufenster findet sich auch hier eine profilierte Umrandung der Fenster. Unter der Traufe ist noch ein schlichtes Traufgesims auffällig. Das vielleicht auffälligste Detail am Haus ist eine zentrale Fledermausgaube im Satteldach über dem Portal. Neben dieser Gaube wurden beidseits jeweils zwei moderne Klappfenster eingearbeitet. Das Dach ist mit Biberschwänzen gedeckt.
Links schließt das Wohnhaus direkt an das Nachbargebäude an. Auf der rechten Seite befindet sich eine zum Haus gehörende hölzerne Garage. Diese besitzt unter ihrer Verdachung eine Holzsägearbeit. Die Außenwand des Hauses zeigt oberhalb der Garage ein unauffälliges Gesims, mit dessen Unterkante das Dach der Garage abschließt. Darüber gibt es im Dachgeschoss zunächst drei, außen jeweils kleinere, in der Mitte ein größeres und darüber noch ein weiteres kleineres Rechteckfenster. Auffällig sind drei leicht vorspringende rechteckige, fast fenster-, jedoch ungleich große, unprofilierte Strukturen.